# Orquesta Filarmónica de Berlín
La Orquesta Filarmónica de Berlín (en alemán: Berliner Philharmoniker, abreviado como BPhil) es una de las orquestas sinfónicas más importantes del mundo. Anteriormente era conocida como Berliner Philharmonisches Orchester o BPO. Actualmente su director titular es Kirill Petrenko. La Orquesta también es base de varios conjuntos de música de cámara. Tras la destrucción, en la Segunda Guerra Mundial, de su antigua sede, la orquesta reside desde 1963 en la Berliner Philharmonie, diseñada por el arquitecto Hans Scharoun, una de las más importantes salas de conciertos del mundo.
Desde 2002 es una fundación pública, de la que es titular el land de Berlín. Los fondos para la organización son subvencionados por el gobierno de la ciudad de Berlín, con el patrocinio del Deutsche Bank.

## Historia

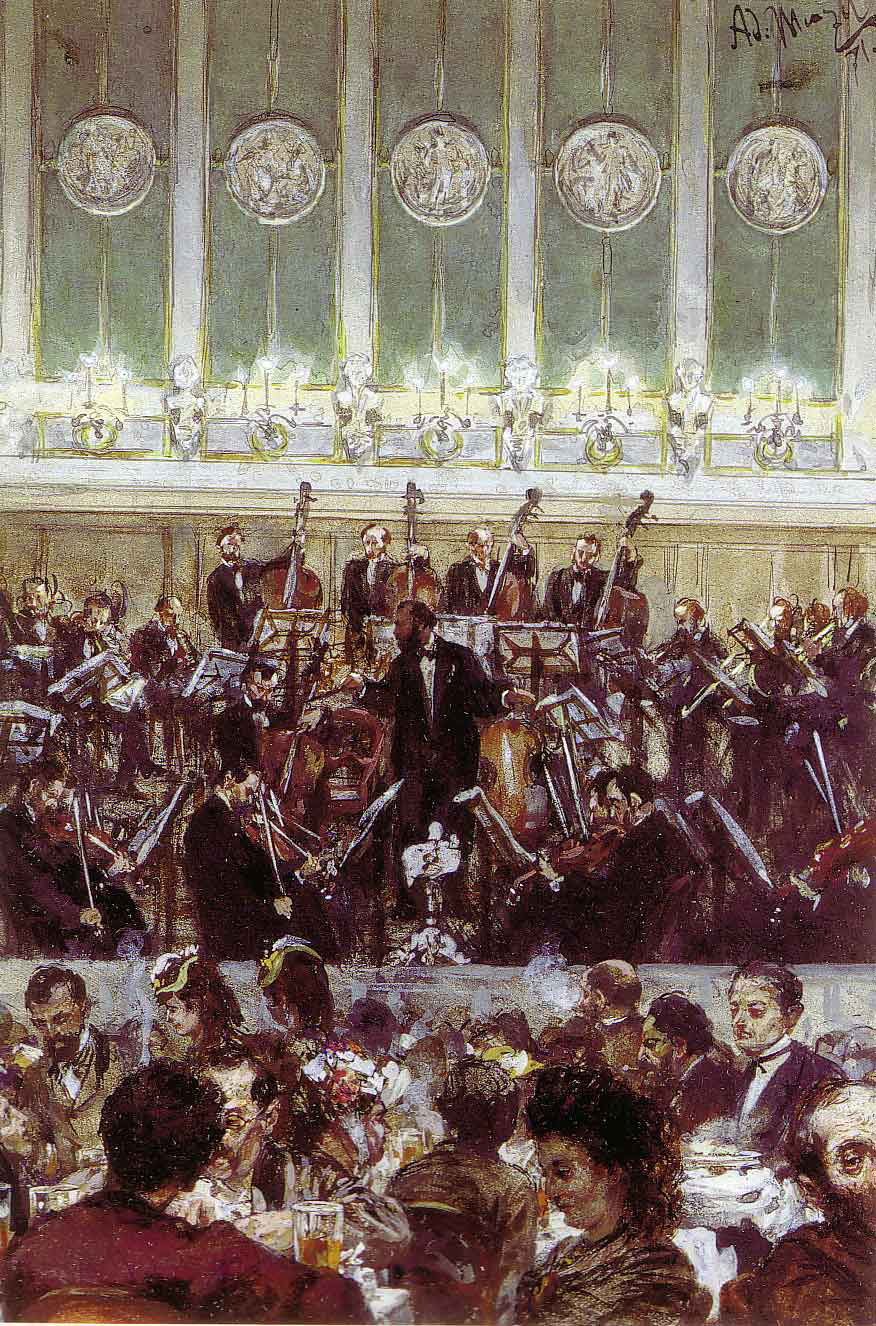
La Bilsekapelle en 1871.

La precursora de la Filarmónica de Berlín fue la orquesta creada por el director Johann Ernst Benjamin Bilse (1816-1902). Bilse, antiguo miembro de la orquesta de Johann Strauss (padre) en Viena, comenzó a dar conciertos con su orquesta en 1867 en la nueva sala de conciertos de la Leipziger Strasse. Los Bilsekonzerte se hicieron muy populares en poco tiempo y, aunque inicialmente se dedicaron a la música de entretenimiento, Bilse introdujo poco a poco las obras del gran repertorio e incluso llegó a invitar al propio Richard Wagner a actuar con la orquesta como director invitado. En 1882 los músicos de la orquesta se rebelaron contra Bilse, a raíz de las condiciones de trabajo durante una gira a Varsovia, y decidieron establecerse como una orquesta autónoma, gestionada y administrada por los propios músicos. 
La nueva orquesta se fundó oficialmente el primero de mayo de 1882. Los primeros conciertos de la orquesta, bajo la dirección de Ludwig von Brenner, mantenían el mismo repertorio anterior y el nombre de "Antigua Orquesta Bilse". En el verano de 1882 se hizo cargo de la organización de la orquesta el agente de conciertos Hermann Wolff, que cambió su nombre a "Orquesta Filarmónica de Berlín" (Berliner Philharmonisches Orchester) y encontró una sede fija en una antigua pista de patinaje de la Bernburger Straße, en el barrio de Kreuzberg. Wolff inició una serie de conciertos de abono, dirigidos al público más entendido, en los que destacados directores interpretaban el gran repertorio sinfónico. Entre estos directores invitados destacaron Brahms, Chaikovski y Grieg, que dirigieron sus propias obras. Simultáneamente, durante varios días a la semana, los músicos de la orquesta debían actuar en "conciertos populares" para mantener la salud financiera de la entidad.

### Hans von Bülow

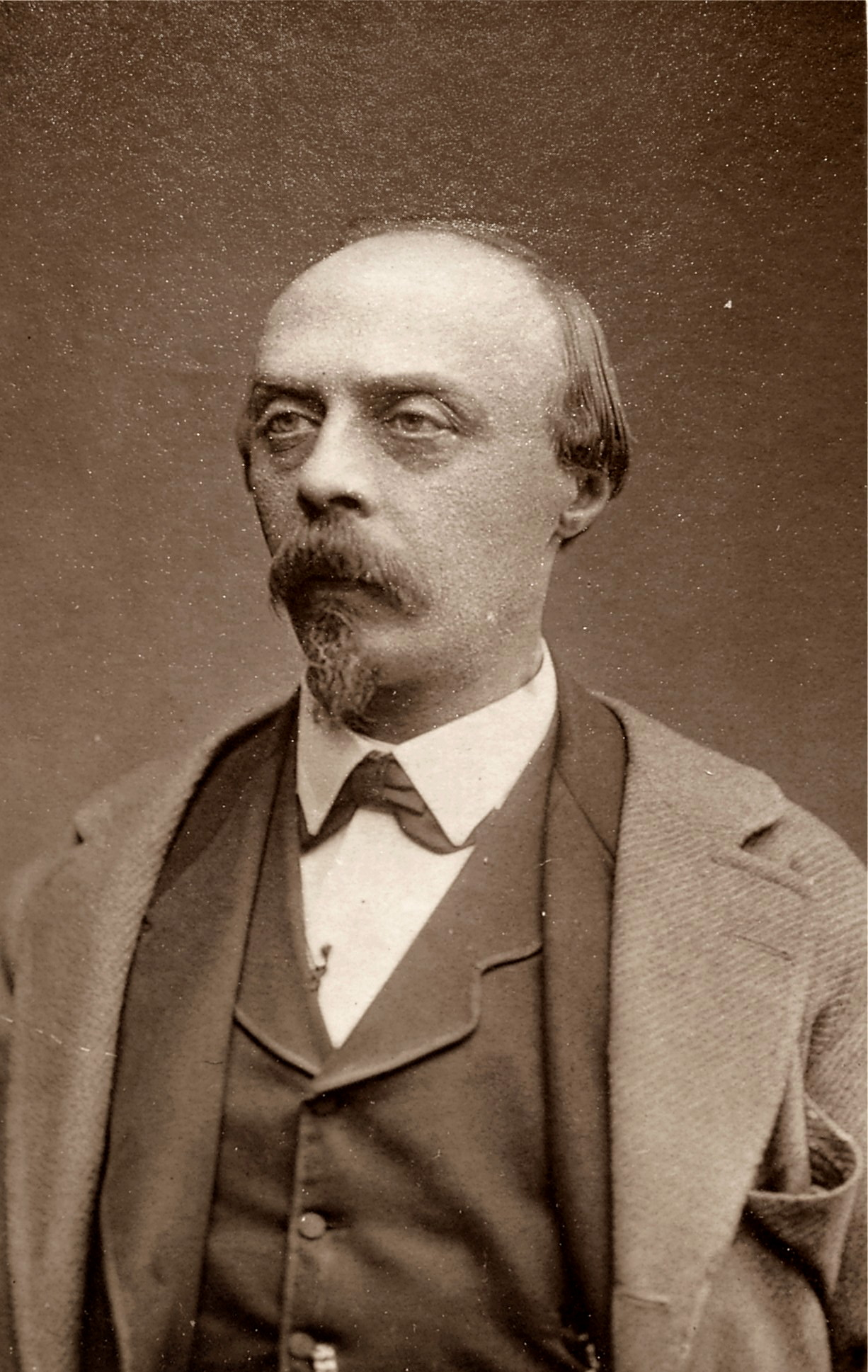
Hans von Bülow

En 1887 Wolff contrató como director musical a Hans von Bülow, quien había sido alumno y protegido de Liszt y Wagner, era internacionalmente conocido como pianista y director de orquesta, y desde 1880 había actuado en giras por toda Alemania con la Orquesta de la Corte de Meiningen, considerada entonces como de las mejores del mundo. Bülow impuso en Berlín una disciplina de hierro, con largos e intensos ensayos, con los que consiguió poner al conjunto en la élite de las orquestas alemanas.
Von Bülow también hizo cambiar las costumbres del público de los conciertos: ahora ya no se permitía comer y beber en el auditorio, tampoco fumar, y había que guardar silencio mientras la orquesta estaba tocando. A veces se volvía hacia el público y se ponía a mirar fijamente a alguna dama hasta que ésta dejaba de abanicarse. Se hicieron famosos los discursos de Bülow a la audiencia, en los que no solo se comentaban las obras interpretadas, sino también diversos aspectos de la cultura y la política cotidianas. 
En 1888 se construyó una nueva sala de conciertos sobre la antigua pista de patinaje, que fue conocida como la Philharmonie. Bülow dirigió la orquesta hasta 1893. Siguió después una etapa de dos años sin director titular, en la que la mayor parte de los conciertos fueron dirigidos por Richard Strauss.

### Arthur Nikisch
En 1895, por recomendación de Franz Liszt, el director húngaro Arthur Nikisch fue nombrado Director Principal "de por vida". Conservó el cargo durante 27 años.
Nikisch convirtió a la Filarmónica en una orquesta de fama mundial. Las giras de conciertos les llevaron a Rusia, Suiza, Bélgica, Francia, Italia, España y Portugal. Grandes solistas internacionales, como Pablo de Sarasate, Eugène Ysaye, Fritz Kreisler, Pablo Casals y un joven Jascha Heifetz, actuaron con los Filarmónicos. En 1913, la orquesta realizó para la compañía Deutsche Grammophon, y bajo la dirección de Nikisch, la primera grabación discográfica de la historia de una sinfonía completa, la Quinta de Beethoven.

### Wilhelm Furtwängler

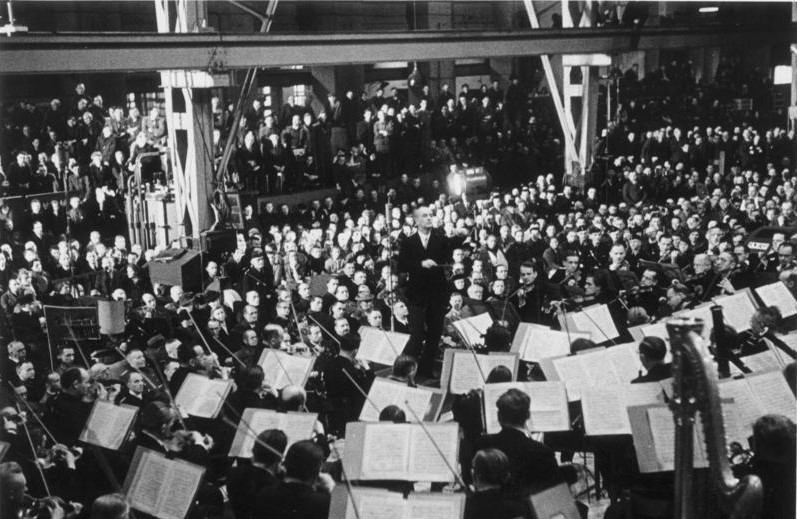
Furtwängler dirige a la Filarmónica en un concierto propagandístico en la fábrica AEG de Berlín, en 1942

A la muerte de Nikisch en 1922, la orquesta nombró director titular a Wilhelm Furtwängler, entonces director de la Staatsoper de Berlín. Con Furtwängler, posiblemente el director de orquesta más importante de la primera mitad del siglo XX, la orquesta adquirió fama mundial. Se estrenaron obras de famosos compositores contemporáneos, como Rajmáninov, Prokófiev, Stravinsky o Ravel, aunque la actividad de Furtwängler se centró en la música del clasicismo vienés y el romanticismo tardío, llegando a ser considerado como el máximo intérprete del patrimonio musical alemán. El director entendía la interpretación como un acto de creación musical.
Cuando en los años 30 la recesión económica amenazó la supervivencia de la orquesta, la Ciudad de Berlín, el Estado y la Radio aportaron soporte económico a la institución. A cambio, los filarmónicos tuvieron que comprometerse a dar conciertos de música popular y en las escuelas. Al tomar el poder el Partido Nazi en 1933, el Estado alemán asumió la financiación completa de la orquesta, que por fin pudo prescindir de los conciertos populares. La Filarmónica de Berlín - y Furtwängler - eran ahora la Orquesta Insignia alemana y, por tanto, representantes culturales del nuevo Estado Nazi. A consecuencia de este hecho, en los meses siguientes, varios miembros de la orquesta, de origen judío, entre ellos el Konzertmeister Szymon Goldberg, tuvieron que abandonar sus puestos en la orquesta y emigraron fuera del país, sobre todo a Estados Unidos. Al mismo tiempo, varios miembros de la orquesta se afiliaron al Partido Nazi y comenzaron a ejercer presión sobre sus compañeros.

Furtwängler en un sello conmemorativo de 1986

 En 1934 Furtwängler dirigió a la Filarmónica interpretando música del prohibido Felix Mendelssohn, y el estreno de la sinfonía Mathis der Maler, de Hindemith, al que el régimen consideraba un autor de "Música degenerada", y a quien el director defendió públicamente. A raíz del consiguiente escándalo, Furtwängler fue obligado a renunciar a todos sus cargos. En lo sucesivo sólo pudo dirigir a la Filarmónica como director invitado, y la orquesta quedó sin un director titular. El último concierto de la Filarmónica antes del final de la guerra se dio en la Sala Beethoven el 19 de marzo de 1945, con obras de Mozart, Haendel y Beethoven, dirigidas por Johannes Schüller. El edificio de la Philharmonie había resultado destruido el año anterior por un bombardeo aéreo. El primer concierto, una vez terminada la guerra, tuvo lugar el 30 de mayo, tres semanas después del fin de los combates en Europa, en el Titania-Palast, un antiguo cine en el barrio berlinés de Steglitz, que en los años sucesivos fue una de las sedes provisionales de la orquesta. Se interpretaron obras de Mendelssohn (redimido tras la guerra), Mozart y Chaikovski y el director fue el ruso Leo Borchard, ya que las autoridades norteamericanas de ocupación habían prohibido a Furtwängler volver a dirigir en Alemania, mientras no fuera sometido a una investigación de su relación con el régimen nazi.

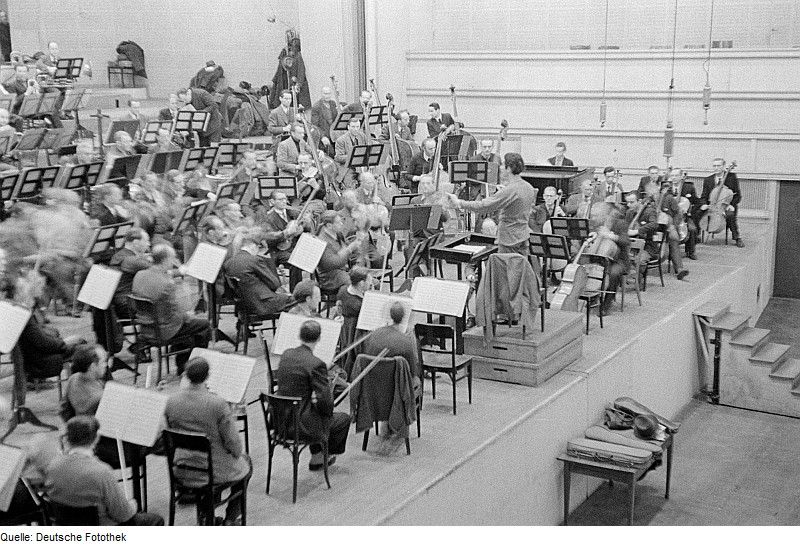
Celibidache ensayando con la Filarmónica en 1946

Borchard dirigió diversos conciertos con la orquesta en las semanas siguientes, asumiendo las funciones de director titular, pero el 23 de agosto recibió un disparo por error por parte de las fuerzas de ocupación estadounidenses, y falleció. La titularidad de la orquesta recayó en el joven y desconocido director rumano Sergiu Celibidache, que debutó seis días después, sin apenas contacto con los músicos, cosechando un gran éxito al dirigir obras de Rossini, Weber y la Sinfonía del Nuevo Mundo, de Dvořák.
En mayo de 1947, tras concluir el proceso de desnazificación, y una vez levantada la prohibición, Furtwängler volvió al podio de la Filarmónica, interpretando obras de Beethoven. En un histórico concierto, el 28 de septiembre, el violinista Yehudi Menuhin, que había apoyado públicamente a Furtwängler durante la desnazificación, tocó con él y con la Filarmónica el Concierto para violín de Beethoven. En 1948, Furtwängler y Celibidache llevaron a la orquesta, por primera vez después de la guerra de gira al extranjero, a Inglaterra. Ambos directores compartieron la titularidad de la orquesta hasta 1952, cuando el gobierno de la ciudad de Berlín asumió la gerencia de la orquesta y ofreció a Furtwängler el puesto de director principal vitalicio.
Furtwängler falleció el 30 de noviembre de 1954. El día anterior, Celibidache había dirigido su último concierto con la orquesta. El director rumano, al ver que la orquesta había decidido ofrecer la titularidad al joven Herbert von Karajan, no volvió a dirigirles hasta 1992, 38 años después, cuando se reunieron para una histórica interpretación de la séptima sinfonía de Bruckner (una vez fallecido Karajan).

### Herbert von Karajan

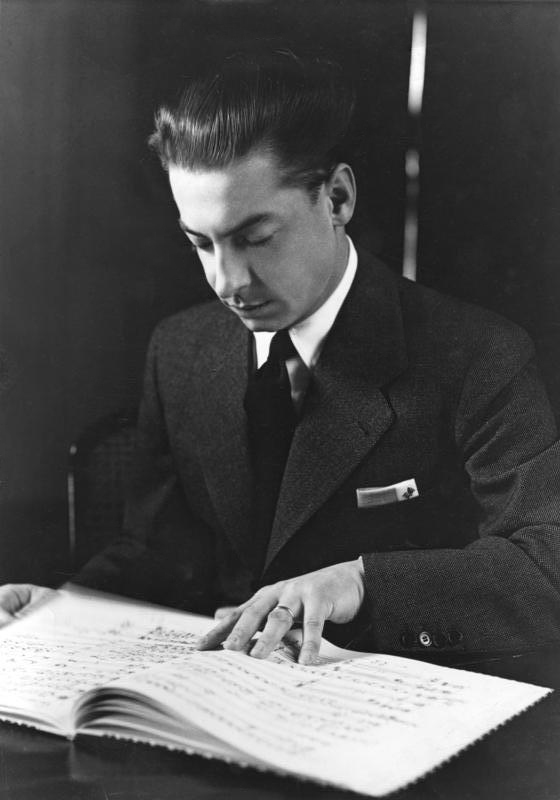
Herbert von Karajan en 1938

Tras la muerte de Furtwängler en noviembre de 1954, la Orquesta nombró director titular a Herbert von Karajan, que permaneció a su frente durante 34 años, más que cualquier otro en su historia. Von Karajan se caracterizó por trabajar con la orquesta una cultura del sonido específica, una perfección y un virtuosismo desconocidos hasta el momento, que sirvió de base para los éxitos internacionales del conjunto, tanto en conciertos como en innumerables grabaciones discográficas. 
Además, von Karajan amplió las actividades de la orquesta: en 1967 creó el Festival de Pascua de Salzburgo, con el que la orquesta tenía su propio festival importante y la oportunidad de desarrollarse como orquesta operística. En los años 70 creó la Orquesta-Academia, que pone en práctica la enseñanza a jóvenes talentos musicales, que sirven de base para el futuro desarrollo de la Orquesta. Von Karajan también impulsó la construcción de la nueva sala de conciertos: la Philharmonie, diseñada por Hans Scharoun, inaugurada en 1963, a la que en 1987 se añadió la sala de música de cámara. Hasta entonces, y tras la destrucción de la antigua Philharmonie, la sede principal para conciertos había sido el antiguo cine Titania Palast, que aún existe, y funciona como tal, en el barrio de Steglitz. Al final de los años 50, la orquesta dio también numerosos conciertos en el auditorio de la Universität der Künste (Universidad de las Artes), en la Hardenbergstrasse. Las grabaciones, por su parte, se realizaron, hasta entrados los años 70 (cuando comenzaron a hacerse en la Philharmonie) en el estudio de grabación habilitado en la Jesus-Christus-Kirche (Iglesia de Jesucristo), en el barrio de Dahlem.
Von Karajan siempre estuvo fascinado por la tecnología. Además de ser piloto de aviones, de coches deportivos y de tripular barcos de regatas, se implicó en la producción y desarrollo tecnológico de las grabaciones discográficas de la orquesta, que con él dejó registrado un amplísimo repertorio, basado fundamentalmente en el romanticismo y el clasicismo vienés, sin dejar de lado la ópera y la música de la primera mitad del siglo XX. Debido a su empeño, la orquesta fue de las primeras en producir grabaciones discográficas con tecnología digital. Asimismo, su grabación de 1980 de la Sinfonía Alpina de Richard Strauss fue la primera en comercializarse con el nuevo formato del disco compacto.
Tras diversos problemas de salud y graves desacuerdos con los músicos de la orquesta y con las autoridades de Berlín, von Karajan presentó su renuncia al puesto de director vitalicio en abril de 1989, y falleció en Salzburgo el 16 de julio de ese mismo año.

### Claudio Abbado

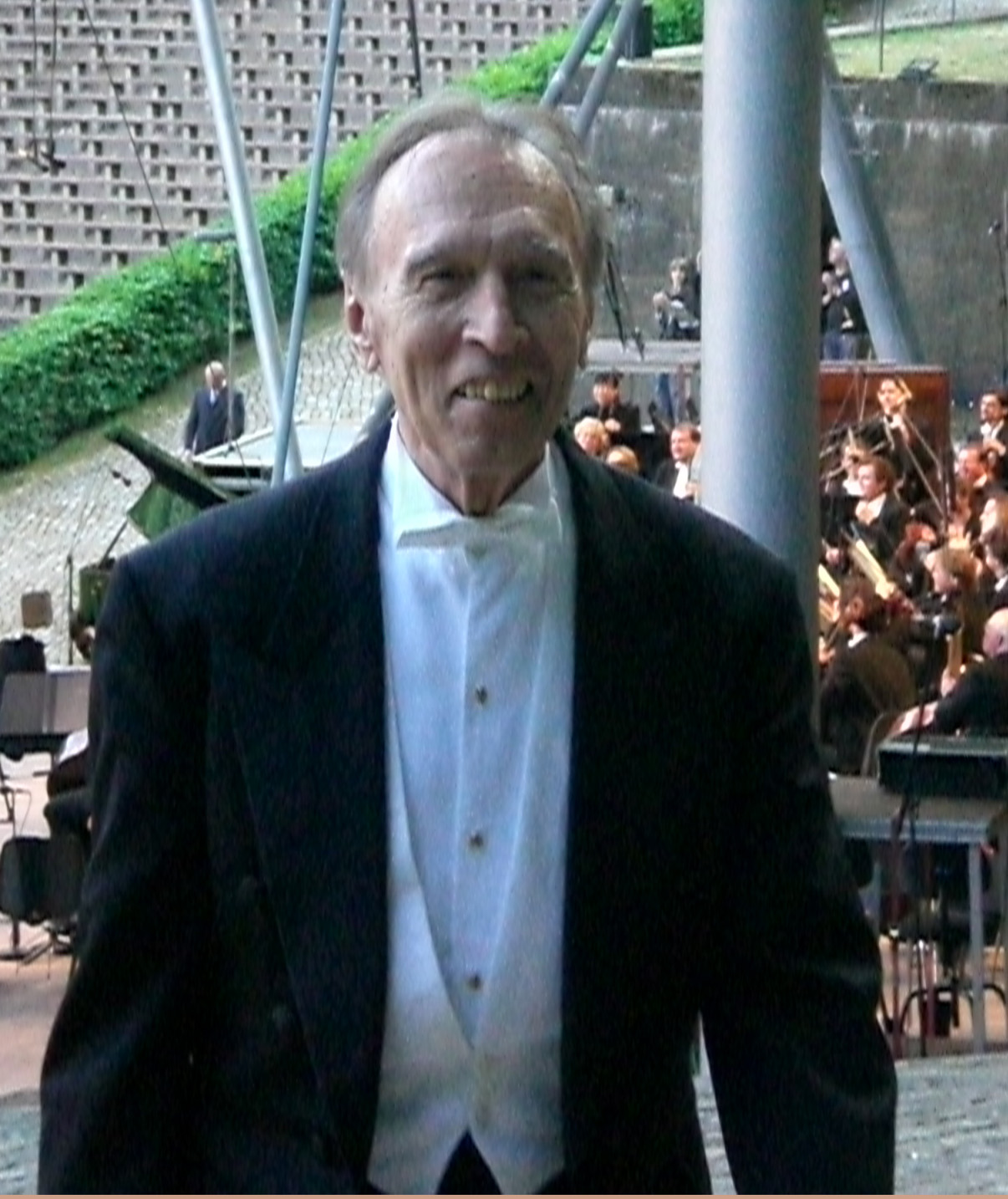
Claudio Abbado, como director invitado durante un concierto al aire libre de la orquesta, en 2008.

El sucesor de von Karajan fue el director milanés Claudio Abbado, que era ya conocido por los músicos de la orquesta desde 1966, y venía de dirigir la Sinfónica de Londres, la Scala de Milán y la Ópera de Viena. Abbado combinó el repertorio tradicional con el contemporáneo e introdujo un énfasis programático novedoso. Cada temporada de conciertos se dedicaba a un tema específico: la poesía de Hölderlin, el mito de Fausto, Shakespeare, la Grecia antigua...
A esta modernización conceptual se añadió un rejuvenecimiento importante de la orquesta: Más de la mitad de los músicos de la actual plantilla entraron en la orquesta en la etapa de Abbado.
Abbado, con una gran experiencia operística desarrollada en sus años en la Scala y la Staatsoper de Viena, continuó con la colaboración con el Festival de Pascua de Salzburgo, presentando durante los años de su mandato recordadas producciones de Boris Godunov, Las bodas de Figaro, Don Giovanni, Il viaggio a Reims, Elektra, Simon Boccanegra, Falstaff o Parsifal, entre otras.
En febrero de 1998, Claudio Abbado anunció que no renovaría su contrato más allá de la temporada 2001/2002. En 2000 se le detecta una grave enfermedad, que impone una intervención quirúrgica de urgencia y un reposo de varios meses. Sin embargo, se recupera a tiempo para celebrar el aniversario de Verdi, en 2001, con una intensa interpretación del Requiem, y a interpretar y grabar un ciclo completo de las sinfonías de Beethoven en Roma, y finalizar su periodo de contrato según lo previsto. Su último concierto como titular de la orquesta tuvo lugar en el Musikverein de Viena. Tras terminar su mandato, Abbado continuó colaborando de forma regular en las temporadas de la orquesta, con un concierto al menos por temporada, hasta un año antes de su muerte en 2014.

### Simon Rattle

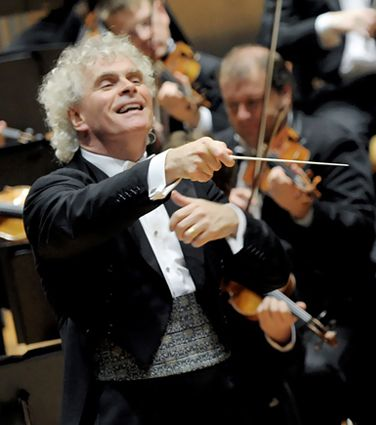
Rattle dirigiendo a la Filarmónica

Tras la renuncia de Abbado se barajaron los nombres de diferentes directores de gran prestigio para sustituirle, pero los músicos de la orquesta eligieron al británico sir Simon Rattle. La elección estuvo rodeada de cierta polémica, puesto que parte de los músicos de la orquesta, más conservadores, preferían para el puesto a Daniel Barenboim. Rattle, que había debutado con la orquesta en 1987, ya había sido candidato para suceder a Karajan, pero en aquel momento se le consideró demasiado joven. Su primer concierto como director titular tuvo lugar el 7 de septiembre de 2002, con Asyla, del compositor británico Thomas Adès, y la quinta Sinfonía de Mahler, recibiendo una gran acogida por parte del público y la crítica, y siendo editado en CD y DVD.
Coincidiendo con la llegada a la dirección de Rattle, la Orquesta sufrió una importante reorganización. Hasta entonces estaba constituida por una doble entidad jurídica: por un lado, estaba la Berliner Philharmonische Orchester, una entidad pública, subordinada al departamento de Cultura del Gobierno de la ciudad de Berlín. Por otro lado los Berliner Philharmoniker eran una sociedad mercantil colectiva, especialmente creada para las grabaciones discográficas, cuyos beneficios revertían íntegramente en los músicos de la orquesta, sin ninguna aportación para el Gobierno de la Ciudad de Berlín. Ambas organizaciones fueron disueltas, y transferidas a la Fundación Pública Stiftung Berliner Philharmoniker, apoyada, como patrocinador principal por Deutsche Bank. Esta nueva organización fue una de las condiciones previas planteadas por Rattle para asumir el puesto. Asimismo, Rattle influyó para que, a su llegada, los sueldos de los músicos de la orquesta fueran mejorados considerablemente.
Desde su acceso a la titularidad, Rattle ha reforzado el repertorio tradicional de la orquesta, combinándolo con una fuerte presencia de la creación contemporánea, y de músicas hasta entonces ajenas a los programas de la Filarmónica (por ejemplo, el musical Wonderful Town, de Leonard Bernstein). Su amplia experiencia anterior en interpretación con criterios históricos de la música barroca y clásica le ha permitido introducir novedades, como las versiones semirepresentadas de la Pasión según San Mateo y la Pasión según San Juan de Bach, con dirección escénica de Peter Sellars. En las últimas temporadas se puede destacar los ciclos sinfónicos de Schumann, Beethoven, Brahms y Sibelius, y el de Mahler, llevado a cabo durante el año del centenario del autor. Además, en el aspecto operístico, el ciclo completo del Anillo del Nibelungo, de Wagner, en colaboración con el Festival de Aix-en-Provence y el Festival de Pascua de Salzburgo, y las representaciones de Die Zauberflöte, Manon Lescaut, Der Rosenkavalier o Tristan und Isolde en el Festival de Baden-Baden.
El 10 de enero de 2013 Simon Rattle anunció su intención de no renovar su titularidad al frente de la orquesta a partir de 2018, cuando pasó a ocupar el puesto de director musical de la Orquesta Sinfónica de Londres.

### Kirill Petrenko
El 22 de junio de 2015, la orquesta anuncia la designación de Kirill Petrenko para ser el siguiente director musical. Petrenko solicitó poder incorporarse a su puesto una temporada después de lo previsto, para atender sus compromisos con la Ópera Estatal de Baviera, de la que es director general de Música, por lo que su mandato efectivo comenzó en la temporada 2019-2020, después de una temporada en la que la orquesta permaneció sin director titular.
El mandato de Petrenko comenzó oficialmente el 23 de agosto de 2019, con un concierto en la Philharmonie con la Novena sinfonía de Beethoven, que se repitió al día siguiente, al aire libre, frente a la Puerta de Brandeburgo.

Directores artísticos
| - Ludwig von Brenner (1882-1887) - Hans Guido von Bülow (1887-1893) - Arthur Nikisch (1895-1922) - Wilhelm Furtwängler (1922-1945 y 1952-1954) - Leo Borchard (junio y agosto de 1945) - Sergiu Celibidache (1945-1952) - Herbert von Karajan (1954-1989) - Claudio Abbado (1989-2002) - Simon Rattle (2002-2018) - Kirill Petrenko (2019-) |

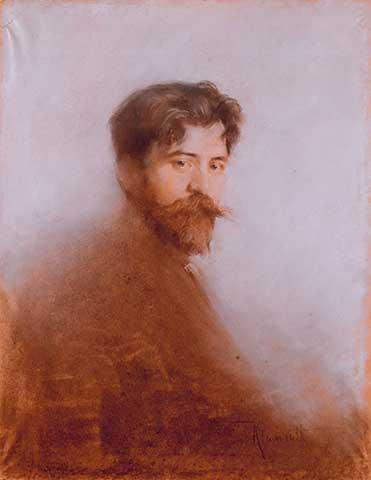
Retrato de Arthur Nikisch por Anton Klamroth.

## Actividades de la Orquesta
Además de la temporada regular de conciertos, que se celebra en la Philharmonie de Berlín entre finales de agosto y mediados de junio de cada año, con alrededor de treinta programas diferentes por año, las giras de conciertos por todo el mundo, y el amplio catálogo de grabaciones discográficas y videográficas, la orquesta lleva a cabo o patrocina diversas actividades de distintos tipos que contribuyen a hacerla una de las instituciones culturales más importantes de Europa:

### Conciertos especiales
Todos los años, la Filarmónica programa conciertos especiales en circunstancias o fechas señaladas que suelen transmitirse por televisión a todo el mundo, y editarse posteriormente en disco o en video.

#### Sylvesterkonzert
Aunque ya existía la costumbre discontinua de dar un concierto especial el último día del año, a veces con programas dedicados a la música de la familia Strauss, desde que Karajan asumió la titularidad del conjunto, se instituyó este concierto del día de San Silvestre (31 de diciembre), que se solía repetir uno o dos días antes. Los primeros años el programa interpretado era siempre el mismo: la novena sinfonía de Beethoven. El primer año (1954) el concierto lo dirigió Karl Böhm. El primer año que Karajan asumió la dirección del concierto (1958) cambió el programa, para incluir la séptima sinfonía de Bruckner. A partir de entonces se configuraron programas variados, dirigidos por Karajan o por otros directores invitados, con obras del repertorio representativo de la orquesta, pero con frecuente inclusión de música de creación contemporánea (aunque puntualmente se recuperaba la sinfonía de Beethoven), y actuación de prestigiosos solistas internacionales.
Claudio Abbado, como era su costumbre, comenzó a darle una unidad temática monográfica a los programas de San Silvestre, y en la etapa de Rattle se ha continuado con esta vía. Los conciertos son transmitidos en directo por diversas cadenas de televisión en Europa, y se han convertido, en cierto modo, en un complemento del famoso concierto de Año Nuevo de la Filarmónica de Viena.

#### Europakonzert
En conmemoración del aniversario de la fundación de la Orquesta, el 1 de mayo de cada año se celebra un concierto en un auditorio o teatro característico de una ciudad europea diferente. El primer concierto se celebró en la Sala Smetana de Praga bajo la dirección de Claudio Abbado, y con música de Mozart, en 1991. Desde entonces el concierto, que se transmite en directo por Eurovisión, ha sido dirigido por diferentes directores invitados, además de los titulares, Abbado y Rattle. En España se ha celebrado tres veces: en 1992, en la Basílica de El Escorial, dirigido por Daniel Barenboim, en 2011, bajo la dirección de Rattle, en el Teatro Real de Madrid, y en 2023 en la Basílica de la Sagrada Familia de Barcelona. En 2012 se celebró en la Escuela Española de Equitación de Viena, bajo la dirección de Gustavo Dudamel, y en 2013 su sede fue, por tercera vez, Praga. En su primera temporada como titular, Kirill Petrenko tenía programado dirigir por primera vez el "Europakonzert" en 2020, en Tel Aviv, pero el concierto se tuvo que suspender debido a las medidas de protección por la pandemia de coronavirus, sustituyéndose por un concierto de cámara en la Philharmonie, a puerta cerrada, retransmitido por televisión.
| Año  | Sede                                                | Director         | Solista(s)                                                                       | Autores                                              |
| ---- | --------------------------------------------------- | ---------------- | -------------------------------------------------------------------------------- | ---------------------------------------------------- |
| 1991 | Praga, Sala Smetana                                 | Claudio Abbado   | Cheryl Studer, Bruno Canino                                                      | Mozart                                               |
| 1992 | Basílica de El Escorial                             | Daniel Barenboim | Plácido Domingo                                                                  | Berlioz, Verdi, Schubert, Wagner                     |
| 1993 | Londres, Royal Albert Hall                          | Bernard Haitink  | Frank Peter Zimmermann                                                           | Chaikovski, Mozart, Stravinski                       |
| 1994 | Meiningen, Hoftheater                               | Claudio Abbado   | Daniel Barenboim                                                                 | Beethoven, Brahms                                    |
| 1995 | Florencia, Palazzo Vecchio, Salón de los Quinientos | Zubin Mehta      | Sarah Chang                                                                      | Beethoven, Blacher, Paganini, Stravinski             |
| 1996 | San Petersburgo, Teatro Mariinsky                   | Claudio Abbado   | Anatoli Kotscherga, Kolja Blacher                                                | Prokófiev, Rajmáninov, Beethoven, Chaikovski         |
| 1997 | Palacio de Versalles, Opéra Royal                   | Daniel Barenboim | Daniel Barenboim                                                                 | Ravel, Mozart, Beethoven                             |
| 1998 | Estocolmo, Museo Vasa                               | Claudio Abbado   | Marie Alexis                                                                     | Wagner, Chaikovski, Debussy, Verdi                   |
| 1999 | Cracovia, Basílica de Santa María                   | Bernard Haitink  | Christine Schäfer, Emanuel Ax                                                    | Mozart, Chopin, Schumann                             |
| 2000 | Berlín, Philharmonie                                | Claudio Abbado   | Mijaíl Pletniov, Karita Mattila, Violeta Urmana, Thomas Moser, Eike Wilm Schulte | Beethoven                                            |
| 2001 | Estambul, Iglesia de Santa Irene                    | Mariss Jansons   | Emmanuel Pahud                                                                   | Haydn, Mozart, Berlioz                               |
| 2002 | Palermo, Teatro Massimo                             | Claudio Abbado   | Gil Shaham                                                                       | Beethoven, Brahms, Dvořák, Verdi                     |
| 2003 | Lisboa, Monasterio de los Jerónimos de Belém        | Pierre Boulez    | Maria João Pires                                                                 | Ravel, Mozart, Bartók, Debussy                       |
| 2004 | Atenas, Odeón de Herodes Ático                      | Simon Rattle     | Daniel Barenboim                                                                 | Brahms, Schoenberg                                   |
| 2005 | Budapest, Ópera Nacional                            | Simon Rattle     | Leonidas Kavakos                                                                 | Berlioz, Bartók, Stravinski                          |
| 2006 | Praga, Teatro Estatal                               | Daniel Barenboim | Radek Baborák                                                                    | Mozart                                               |
| 2007 | Berlín, Kabelwerk Oberspree                         | Simon Rattle     | Lisa Batiashvili, Truls Mørk                                                     | Wagner, Brahms                                       |
| 2008 | Moscú, Conservatorio Chaikovski                     | Simon Rattle     | Vadim Repin                                                                      | Stravinski, Bruch, Beethoven                         |
| 2009 | Nápoles, Teatro de San Carlos                       | Riccardo Muti    | Violeta Urmana                                                                   | Verdi, Martucci, Schubert                            |
| 2010 | Oxford, Sheldonian Theatre                          | Daniel Barenboim | Alisa Weilerstein                                                                | Wagner, Elgar, Brahms                                |
| 2011 | Madrid, Teatro Real                                 | Simon Rattle     | Juan Manuel Cañizares                                                            | Chabrier, Rodrigo, Rajmáninov                        |
| 2012 | Viena, Escuela Española de Equitación               | Gustavo Dudamel  | Gautier Capuçon                                                                  | Brahms, Haydn, Beethoven                             |
| 2013 | Praga, Castillo, Sala española                      | Simon Rattle     | Magdalena Kožená                                                                 | Vaughan Williams, Dvořák, Beethoven                  |
| 2014 | Berlín, Philharmonie                                | Daniel Barenboim | -                                                                                | Nicolai, Elgar, Chaikovski                           |
| 2015 | Atenas, Megaron                                     | Simon Rattle     | Leonidas Kavakos                                                                 | Rossini, Sibelius, Schumann                          |
| 2016 | Røros, Røroskirke                                   | Simon Rattle     | Vilde Frang                                                                      | Grieg, Mendelssohn, Beethoven                        |
| 2017 | Pafos, Castillo Medieval                            | Mariss Jansons   | Andreas Ottensammer                                                              | Weber, Dvořák                                        |
| 2018 | Bayreuth, Ópera del Margrave                        | Paavo Järvi      | Eva-Maria Westbroek                                                              | Beethoven, Wagner                                    |
| 2019 | París, Musée d'Orsay                                | Daniel Harding   | Bryn Terfel                                                                      | Wagner, Berlioz, Debussy                             |
| 2020 | Berlín, Philharmonie                                | Kirill Petrenko  | Christiane Karg                                                                  | Pärt , Ligeti , Barber , Mahler                      |
| 2021 | Berlín, Philharmonie                                | Kirill Petrenko  |                                                                                  | Blacher, Ives, Mozart, Penderecki, Chaikovski, Adams |
| 2022 | Liepāja, Gran Sala de Conciertos Ambar              | Kirill Petrenko  | Elīna Garanča                                                                    | Vasks, Berio, Janáček, Sibelius                      |
| 2023 | Barcelona, Basílica de la Sagrada Familia           | Kirill Petrenko  | Louise Alder, Wiebke Lehmkuhl, Linard Vrielink, Krešimir Stražanac               | Mozart, Silvéstrov, Takemitsu                        |
| 2024 | Tsinandali, Amphitheatre                            | Daniel Harding   | Lisa Batiashvili                                                                 | Schubert, Brahms, Beethoven                          |
| 2025 | Bari, Teatro Petruzzelli                            | Riccardo Muti    |                                                                                  | Rossini, Verdi, Brahms                               |

#### Waldbühne
Como clausura de cada temporada, la Filarmónica presenta anualmente un concierto al aire libre en el auditorio del Berliner Waldbühne, junto al Estadio Olímpico, al que acuden alrededor de 20.000 personas, que suele terminar con la interpretación (coreada por los asistentes) de Berliner Luft, del compositor berlinés Paul Lincke.

### Festivales de música
Como una de las mejores orquestas de Europa, la Filarmónica participa regularmente en los principales festivales musicales europeos (Lucerna, Proms...), destacando el Festival de Salzburgo, al que comenzó a acudir como orquesta invitada para conciertos sinfónicos en los años 50, cuando Herbert von Karajan asumió la dirección artística del evento.
En 1967, Karajan creó el Festival de Pascua de Salzburgo, utilizando las infraestructuras escénicas del festival de verano, y otorgó a la Filarmónica el papel de Orquesta Residente. Gracias a este evento, la Filarmónica se formó como orquesta de ópera: cada año se preparaba una nueva producción, realizando una grabación discográfica, junto con ejecuciones en versión de concierto en la Philharmonie, para después ensayar en escena en Salzburgo, y realizar dos o tres representaciones en el Festival de Pascua. La primera gran producción fue el famoso Anillo del Nibelungo, de Wagner, dirigido musical y escénicamente por el propio Karajan. Desde 2003, la orquesta, dirigida por Rattle ha actuado también en el Festival de Aix-en-Provence, donde se presentó, en coproducción con Salzbugo, una nueva producción completa del Anillo del Nibelungo.
La cita anual de la orquesta con el Festival de Pascua, ostentando los directores titulares la Dirección Artística del Festival, se mantuvo hasta 2012, pero a partir de esa fecha se anunció la desvinculación de la Filarmónica del Festival, por desacuerdos presupuestarios con la dirección ejecutiva. A partir de 2013, la Filarmónica inició una colaboración similar con el Festspielhaus Baden-Baden, que se inició con una producción de La flauta mágica dirigida por Rattle y por el director de escena Robert Carsen.

### Grupos de música de cámara
Los miembros de la Filarmónica de Berlín son artistas de primer nivel y, paralelamente a su actividad en el seno de la propia orquesta, participan en al menos 30 grupos diferentes de música de cámara, con sus propios ciclos de conciertos en la sala de cámara de la Philharmonie, y, en muchos casos, giras de conciertos y grabaciones discográficas.
Entre todos estos grupos se pueden destacar:
1. Los 12 cellistas de la Orquesta Filarmónica de Berlín
2. Berliner Barock Solisten
3. Philharmonia Quartett
4. Philharmonic String Octet Berlin
5. Berliner Philharmoniker Bläserensemble
6. Ensemble Wien-Berlin
7. Scharoun Ensemble
8. Philharmonic Octet Berlin

Asimismo, distintos miembros de la orquesta suelen participar, a lo largo de la temporada de conciertos, como solistas en piezas concertantes para diferentes instrumentos.

### Programa educativo
La Filarmónica de Berlín mantiene un amplio programa educativo que pretende facilitar el acceso todas las actividades musicales de la orquesta a una audiencia lo más amplia posible. Bajo el título Zukunft@BPhil, ofrece una gran cantidad de proyectos dirigidos a centros educativos (alumnos y profesores), familias, jóvenes músicos, instituciones sociales, etc. ligados siempre a conciertos o actuaciones de la orquesta o de los grupos de música de cámara, dentro de la Philharmonie, o en otros espacios culturales de Berlín y alrededores. Además de estos proyectos, las actividades incluyen conciertos familiares, conciertos de cámara en instituciones sociales de Berlín, asistencia a ensayos generales de la orquesta, etc.
Uno de los primeros proyectos del programa se llevó a cabo en 2004, y consistió en la preparación y representación del ballet La Consagración de la Primavera, de Stravinsky, con 250 niños berlineses y jóvenes de 25 nacionalidades. El proceso completo de preparación del espectáculo, y su representación se recogieron en una película documental (Rhythm is it!) que recibió varios premios.

### Orquesta-Academia
La Orquesta-Academia de la Filarmónica de Berlín fue creada por Herbert von Karajan en 1972, con la idea de formar a jóvenes músicos de talento para cumplir los requerimientos de la Orquesta, y de las otras grandes orquestas del mundo. Bajo la tutela de los propios miembros de la orquesta, los jóvenes músicos desarrollan sus habilidades y adquieren una extraordinaria experiencia. El periodo de aprendizaje es de dos años, e incluye formación individualizada, aprendizaje orquestal y conciertos de grupos de música de cámara. El objetivo es que los participantes puedan acabar formando parte de la plantilla de la Orquesta Filarmónica de Berlín.

### Digital Concert Hall y Berliner Philharmoniker Recordings
En diciembre de 2008 se puso en marcha la página web de la Sala de Conciertos Digital, a través de la que, por subscripción, se puede tener acceso, mediante streaming en directo, a todos los conciertos de abono de la orquesta en la Philharmonie, en video de alta definición y con sonido de alta calidad. Asimismo, mediante un servicio de VoD (Video On Demand), los subscriptores pueden tener acceso al archivo digital de todos los conciertos que se han ido retransmitiendo, conciertos históricos, documentales y entrevistas con los artistas.
En abril de 2014 la orquesta lanzó su propio sello discográfico (Berliner Philharmoniker Recordings), con la edición de un álbum con las sinfonías de Robert Schumann, grabadas en directo en la Philharmonie. De esta forma, la orquesta sigue la tendencia de las principales orquestas sinfónicas (Sinfónica de Londres, Sinfónica de Chicago...) de desvincularse de los sellos discográficos tradicionales, y gestionar por ellas mismas la difusión multimedia de sus actividades musicales.

## Solistas destacados
A lo largo de la historia de la orquesta, sus primeros atriles han sido ocupados por grandes instrumentistas, algunos de los cuales han adquirido renombre propio como solistas de su instrumentos, mientras que otros han pasado a la historia de la música simplemente por su actividad dentro de la Filarmónica de Berlín.
| Violinistas - Licco Amar - Maurits van den Berg - Noah Bendix-Balgley - Kolja Blacher - Siegfried Borries - Thomas Brandis - Guy Braunstein - Santiago Cervera - Luis Esnaola - Enrique Fernández Arbós - Szymon Goldberg - Daishin Kashimoto - Hugo Kolberg - Rainer Kussmaul - León Spierer - Michel Schwalbé - Daniel Stabrawa - Václav Talich - Gerhard Taschner - Tōru Yasunaga Violistas - Giusto Cappone - Wolfram Christ - Brett Dean - Amihai Grosz - Ulrich Koch - Joaquín Riquelme García Cellistas - Wolfgang Boettcher - Ottomar Borwitzky - Georg Faust - Tibor de Machula - Gregor Piatigorsky - Ludwig Quandt | Contrabajistas - Matthew McDonald - Janne Saksala - Erich Hartmann - Esko Laine - Edicson Ruiz - Friedrich Witt - Rainer Zepperitz Flautistas - Andreas Blau - Mathieu Dufour - Sebastian Jacot - James Galway - Emmanuel Pahud - Aurèle Nicolet - Karlheinz Zöller Oboístas - Jonathan Kelly - Lothar Koch - Albrecht Mayer - Hansjörg Schellenberger - Gerhard Stempnik Clarinetistas - Alois Brandhofer - Wenzel Fuchs - Karl Leister - Sabine Meyer - Andreas Ottensamer - Walter Seyfarth - Karl-Heinz Steffens Fagotistas - Daniele Damiano - Sophie Dervaux - Günter Piesk - Henning Trog - Mor Biron - Stefan Schweigert | Trompistas - Radek Baborák - Alan Civil - Stefan Dohr - Norbert Hauptmann - Bernhard Krol - Stefan de Leval Jezierski - Gerd Seifert - Sarah Willis Trompetistas - Konradin Groth - Guillaume Jehl - Martin Kretzer - Adolf Scherbaum - Richard Stegmann - Gábor Tarkövi Trombonistas - Christhard Gössling - Olaf Ott Percusionistas - Hans-Dieter Lembens - Rainer Seegers - Werner Thärichen |

### Konzertmeister
En la actualidad, la Filarmónica de Berlín tiene tres concertinos, o Konzertmeister: el polaco Daniel Stabrawa (desde 1986, aunque formaba parte de la orquesta desde 1983), el japonés Daishin Kashimoto (desde 2009) y el estadounidense Noah Bendix-Balgley (desde 2014).

## En la cultura popular

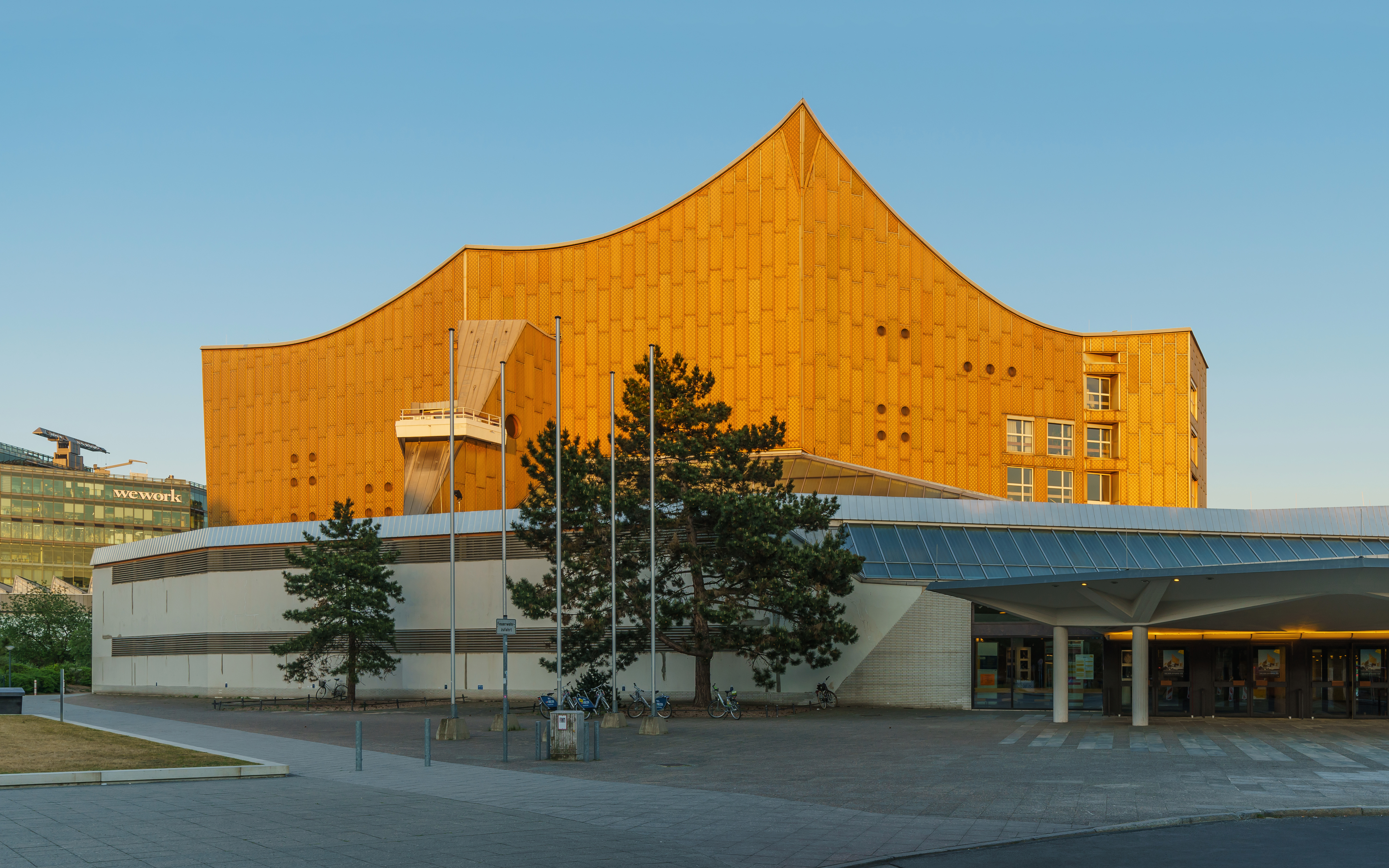
Entrada de la sala de conciertos (Berliner Philarmonie).

- El álbum de la banda sonora de la película 2001: A Space Odyssey se inicia con las fanfarrias del poema sinfónico Así habló Zaratustra de Richard Strauss interpretado por la Orquesta Filarmónica de Berlín dirigida por Karl Böhm. La versión usada en la película en cambio fue de la Orquesta Filarmónica de Viena dirigida por Karajan, no acreditada, pues el propietario del copyright, Decca Records, no quería asociarla a la ciencia ficción.

- La Orquesta Filarmónica de Berlín participó en música heavy metal con el grupo alemán Scorpions, en su álbum del 2000 Moment of Glory .

- Miembros de la Orquesta Filarmónica de Berlín participaron con la banda de metal experimental The Ocean en varios álbumes; Fluxion, Aeolian y Precambrian.

- La relación entre BPOOrquesta Filarmónica de Berlín y el régimen nazi es el tema de la película: "Taking Sides".

- En 2008, el director alemán Tomas Grube dirigió el documental Trip to Asia. The Quest for Harmony, que sigue a la orquesta en la gira que realizó por Asia en 2005.